# 王年生
王年生（1963年1月—），湖南衡阳人，中华人民共和国银行家、政治人物。

## 生平
1963年1月，王年生出生在湖南省衡阳市。1979年，王年生进入衡阳师范专科学校（今衡阳师范学院）中文科中文专业学习，1982年7月毕业后成为衡东县第五中学的一名教师。1984年7月，王年生调入政界,成为中共衡东县委宣传部的一名干部，期间于1986年5月加入中国共产党。1989年10月，王年生调入中共衡阳市委政研室工作。
1992年6月，王年生调到中国最南端的海南省，在海南省人民政府办公厅工作，曾先后出任科员、五处副处长、三处副处长、金融工作处处长。2009年2月，王年生出任海南银行筹建工作组组长、海南省人民政府金融工作办公室主任、省人民政府办公厅党组成员。2015年8月，王年生出任海南银行股份有限公司董事长、党委书记。2021年1月，王年生出任海南省农村信用社联合社理事长。2023年5月，王年生出任海南农村商业银行筹建工作小组办公室主任。

## 落马
2025年6月3日，王年生涉嫌严重违纪违法，接受海南省纪委监委纪律审查和监察调查。他的两位前任吴伟雄、利光秘已经分别被查。